# Evangelische Kirche (Oberkirn)

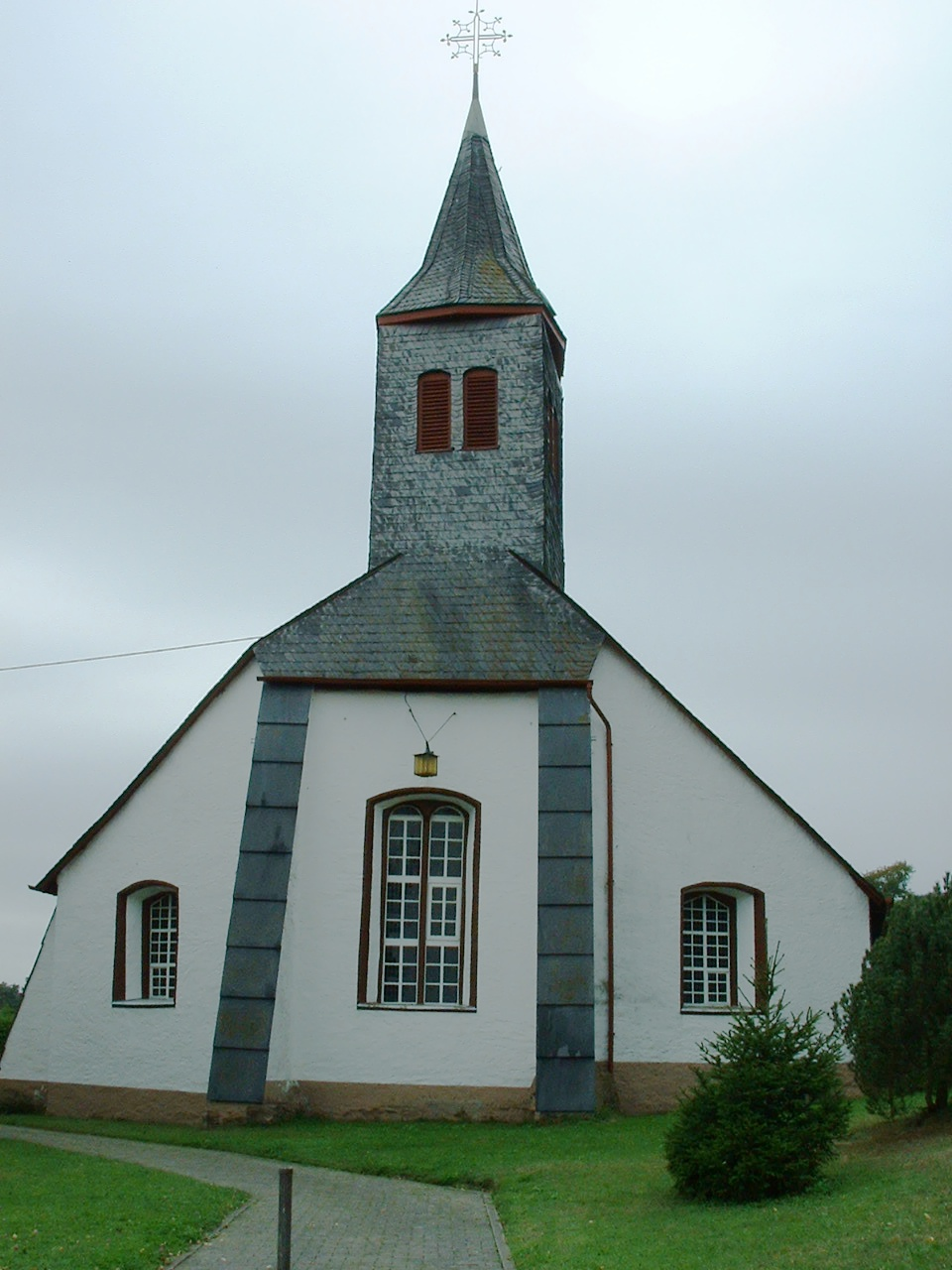
Kirche von außen

Die Evangelische Kirche Oberkirn  ist eine Kirche in Oberkirn im Landkreis Birkenfeld in Rheinland-Pfalz. Sie geht auf das frühe 16. Jahrhundert zurück und gehört zur evangelischen Kirchengemeinde Rhaunen-Hausen im Kirchenkreis Trier der Evangelischen Kirche im Rheinland.

## Geschichte

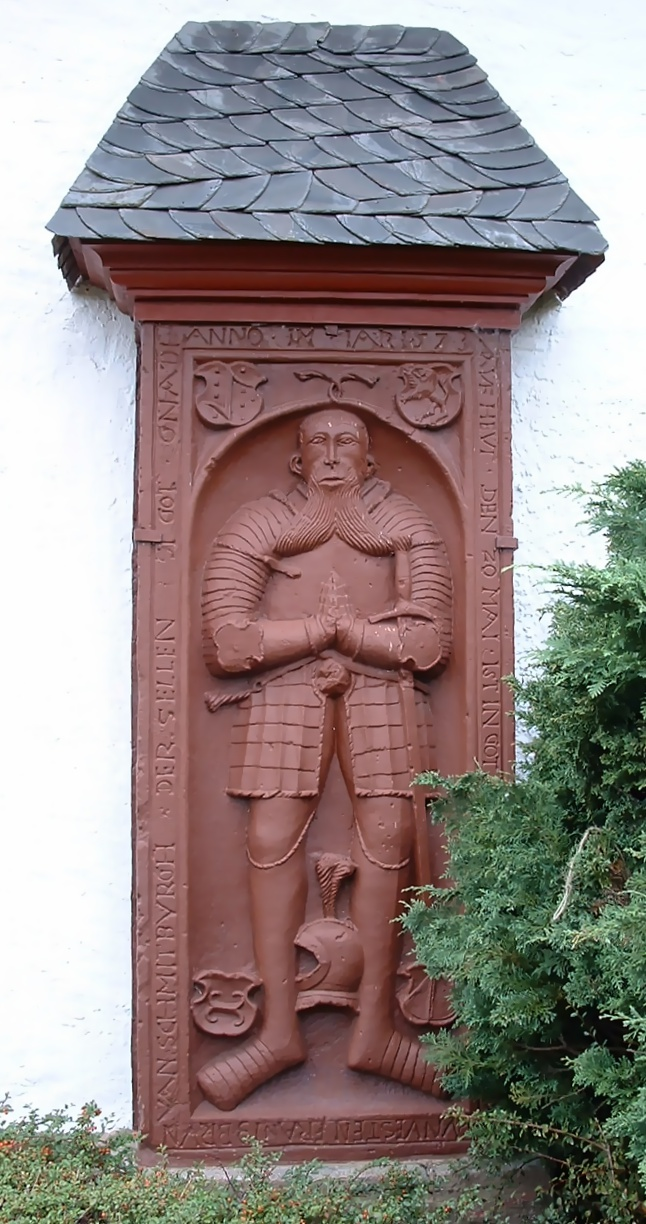
Grabplatte des Ritters Franz Brune von Schmidtburg († 1573) an der Südseite der Kirche

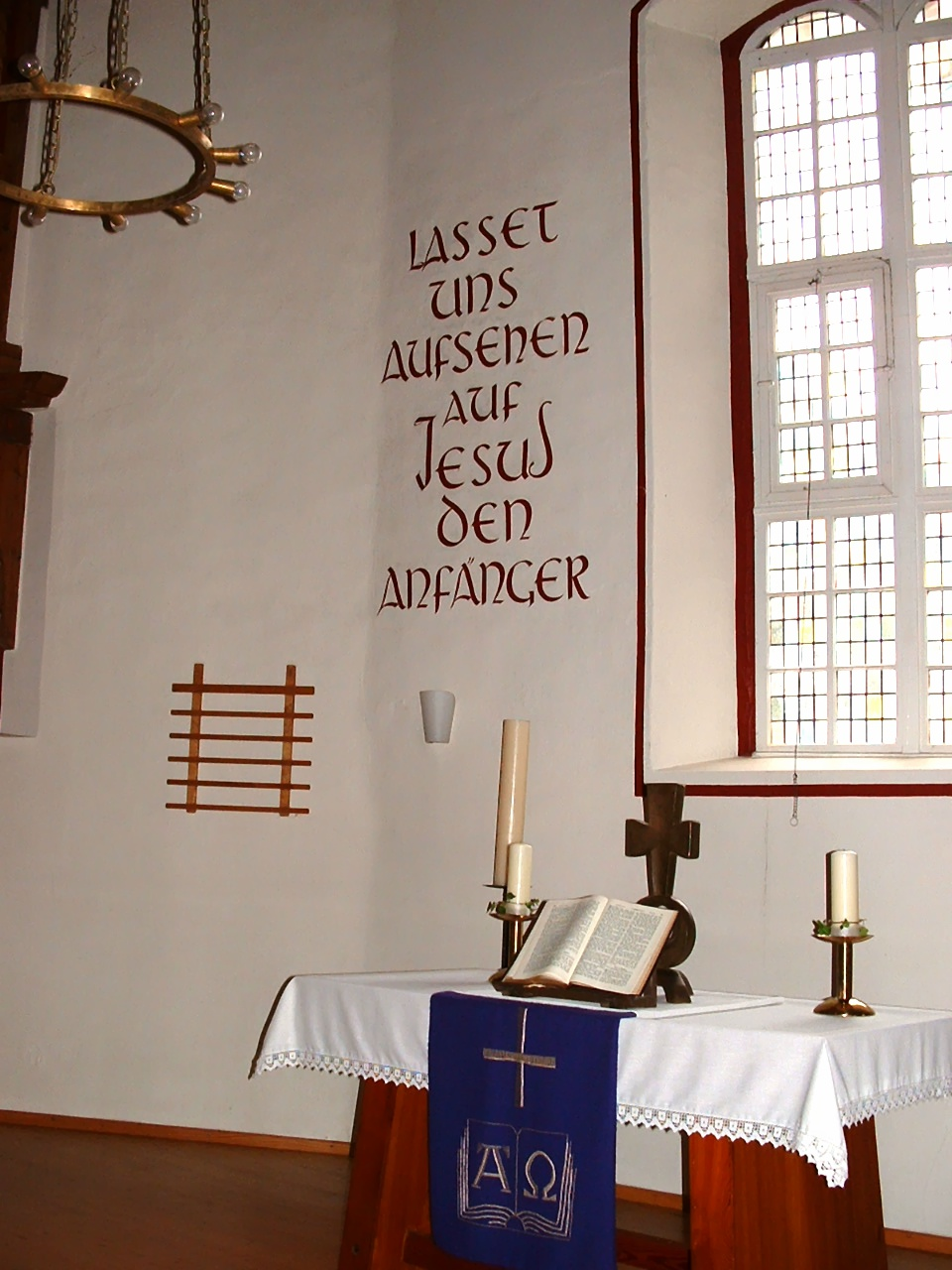
Innenraum

Der Ort Oberkirn zählte zum Amt Rhaunen. Der Ort besitzt seit dem 16. Jahrhundert eine im 18. Jahrhundert unter Benutzung älterer Bauteile umgebaute Filialkapelle der Pfarrei Hausen im Hunsrück.

## Architektur und Ausstattung
Die Kirche in Oberkirn ist ein Saalbau mit Dachreiter, und einem breit heruntergezogenen Satteldach wohl aus dem 16. Jahrhundert. Die Umfassungsmauern sind wohl noch spätgotisch (16. Jahrhundert), im 18. Jahrhundert wurde sie umgebaut. Die Kirche ist 14,50 m lang und 11,90 m breit. Sie besitzt wie viele andere Kirchen der Umgebung eine gebogene Holzdecke. Außen an der Südseite der Kirche befindet sich die Grabplatte des Ritters Franz Brune von Schmidtburg (gestorben 1573), die sich früher im Inneren der Kirche befand. Das Innere der Kirche wurde 1954 bis 1956 grundlegend umgestaltet. Die gebogene, ursprünglich von drei Holzsäulen gestützte Holzdecke ist nur noch über der abgetrennten Westempore sichtbar.

## Nutzung
Die Kirche ist eine Filialkirche der Kirchengemeinde Hausen, die seit 2004 mit Rhaunen pfarramtlich verbunden war und 2012 fusionierte. Seit 2011 besteht eine Verbindung der Gemeinde Rhaunen-Hausen mit Hottenbach-Stipshausen. In der Gemeinde existieren neun Predigtstätten. Gottesdienste finden etwa einmal im Monat statt.